# Dolmen de La Borda
Pour les articles homonymes, voir Borda.
Le dolmen de La Borda, appelé aussi dolmen de los Pascarets, est un dolmen situé à Eyne, dans le département français des Pyrénées-Orientales.

## Historique
Le dolmen a été découvert par Jean Abélanet en 1973 et restauré en 1987.

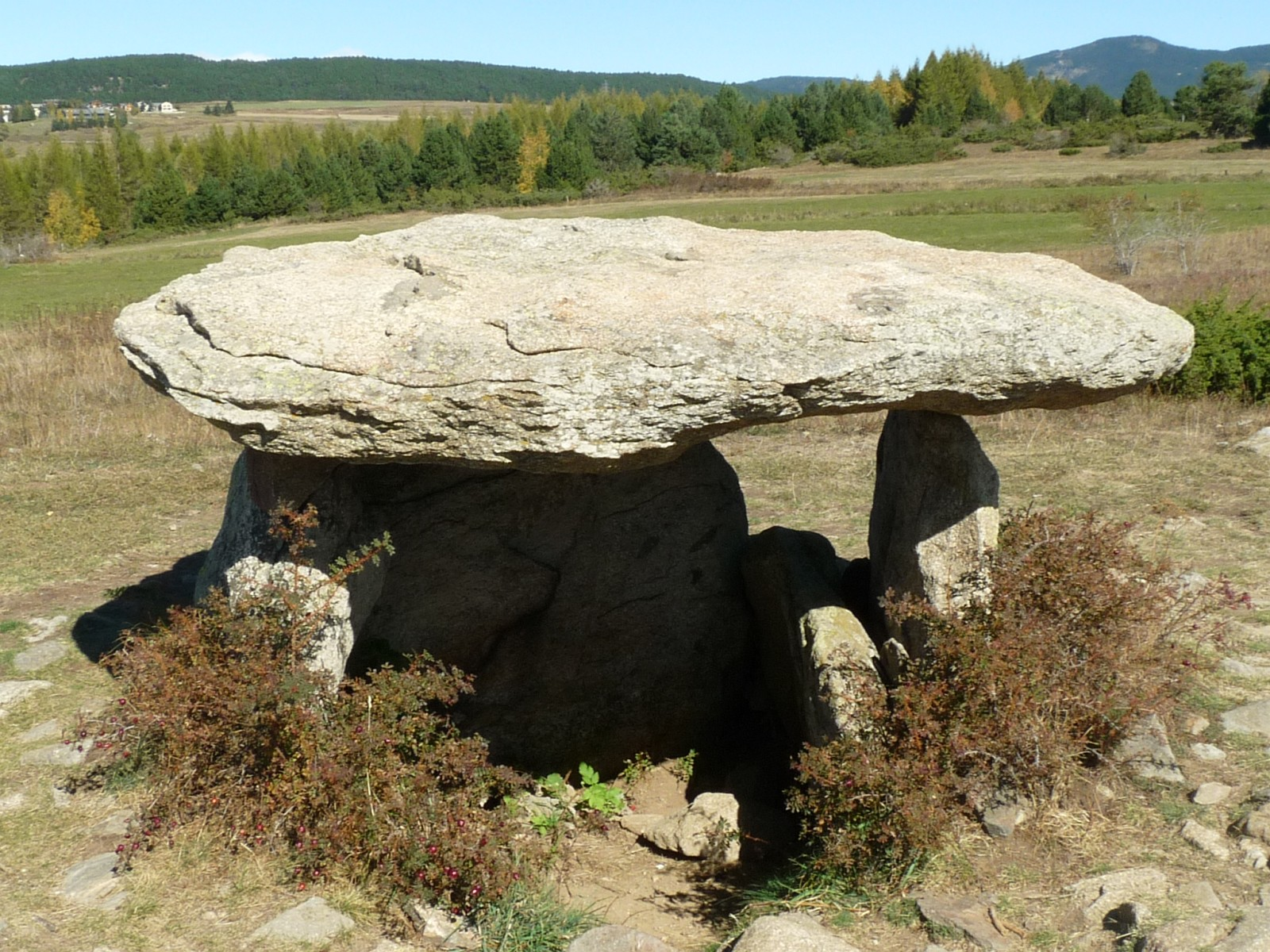
Vue du sud.

## Description
Le dolmen est du type simple. La chambre est délimitée par trois orthostates : une dalle de chevet (1,31 m de long sur 1,40 m de haut et 0,30 m dans sa plus grande épaisseur), une dalle côté ouest (1,13 m de long sur environ 1,50 m de haut et 0,20 à 0,25 m d'épaisseur), une dalle côté est (1,43 m de long sur environ 0,75 m de haut et 0,15 à 0,24 m d'épaisseur). L'entrée de la chambre, au sud, est fermée par un muret en pierres sèches probablement d'époque récente, le dolmen ayant servi d'abri pour les bergers. Le dolmen a été découvert sans table de couverture, celle qui recouvre désormais la chambre a été mise en place lors de la restauration de 1987. Toutes les dalles sont en granite d'origine locale dont il existe des affleurements aux alentours. Le dolmen est inséré au centre d'un tumulus circulaire (17 m de diamètre) de 1,20 m de hauteur bien conservé mais masqué par la végétation.

## Matériel archéologique
Le dolmen ayant été pillé de longue date et ayant servi d'abri aux bergers, le tamisage du remplissage de la chambre a surtout fourni des débris modernes mais un petit matériel préhistorique a aussi pu être découvert : 1 éclat de silex, 3 perles discoïdales en stéatite, 2 perles en verre bleu, une plaque en gneiss grossièrement découpée en forme de disque, des tessons de céramique décorés d'impressions transversales. L'analyse par spectrographie de masse du colorant utilisé pour teinter le verre indique une forte similitude avec les perles datées du Bronze final produites en Égypte et à Mycènes. Deux percuteurs en quartz ont été découverts dans un tas d'épierrement voisin.